# Daisuke Matsui
Daisuke Matsui (松井 大輔), född 11 maj 1981 i Kyoto, Kyoto prefektur i Japan, är en japansk fotbollsspelare som för närvarande spelar för Júbilo Iwata i japanska J2. Han spelar även för det japanska landslaget och var en av de utvalda när Japan deltog i 2003 FIFA Confederations Cup.

## Klubbkarriär
| Säsong  | Lag               | Division | Tröjnummer | Matcher | Mål |
| ------- | ----------------- | -------- | ---------- | ------- | --- |
| 2000    | Kyoto Sanga       | 1        | 26         | 22      | 1   |
| 2001    | Kyoto Sanga       | 2        | 10         | 37      | 7   |
| 2002    | Kyoto Sanga       | 1        | 10         | 23      | 4   |
| 2003    | Kyoto Sanga       | 1        | 10         | 27      | 2   |
| 2004    | Kyoto Sanga       | 2        | 10         | 17      | 2   |
| 2004-05 | Le Mans           | 2        | 22         | 25      | 3   |
| 2005-06 | Le Mans           | 1        | 22         | 33      | 3   |
| 2006-07 | Le Mans           | 1        | 22         | 27      | 4   |
| 2007-08 | Le Mans           | 1        | 22         | 34      | 5   |
| 2008-09 | AS Saint-Étienne  | 1        | 22         | 22      | 1   |
| 2009-10 | Grenoble Foot 38  | 1        | 22         | 29      | 4   |
| 2010-11 | Grenoble Foot 38  | 2        | 22         | 16      | 1   |
| 2010    | FK Tom Tomsk      | 1        |            | 7       | 0   |
| 2011-12 | Dijon FCO         | 1        | 28         | 3       | 0   |
| 2012-13 | PFK Slavija Sofia | 1        | ?          | 11      | 0   |
| 2013    | Lechia Gdańsk     | 1        | 22         | 16      | 4   |
| 2014    | Júbilo Iwata      | 2        | 22         | 36      | 6   |

## Landslagskarriär
Daisuke Matsui har varit med i landslaget sedan 2003 men har förutom 2003 FIFA Confederations Cup inte deltagit i något större mästerskap. Inför VM 2006 i Tyskland lämnades han utanför truppen när dåvarande tränaren Zico bestämde sin 23-mannatrupp, trots att han deltog i kvalificeringen till VM.

Han gjorde sin A-lagsdebut den 22 juni 2003 i en FIFA Confederations Cup-match mot Colombia, och den 11 oktober 2005 gjorde han sitt första A-lagsmål i en vänskapsmatch mot Angola.

### Mål i det japanska landslaget
| Nr | Datum            | Plats                        | Motståndare | Resultat | Tävling       |
| -- | ---------------- | ---------------------------- | ----------- | -------- | ------------- |
| 1. | 11 oktober, 2005 | Tokyos Olympiastadion, Tokyo | Angola      | 1-0      | Vänskapsmatch |

- Det japanska resultatet står alltid först.